# Inga Nielsen
Inga Nielsen (ur. 2 czerwca 1946 w Holbæk, zm. 10 lutego 2008 w Gentofte) – duńska śpiewaczka operowa, sopranistka.
W 1992 Inga Nielsen została uhonorowana przez duńską królową Małgorzatę II tytułem Ridderkorset (odpowiednik angielskiej Dame).